# Malaise (Belgique)
Pour les articles homonymes, voir Malaise.
Malaise (en néerlandais : Maleizen) est une section de la commune belge d’Overijse, située dans la province du Brabant flamand. En 1964, une partie du hameau de Malaise nommée « la Corniche », à l’ouest de la gare de La Hulpe, est détachée de la commune d’Overijse et rattachée à la commune de La Hulpe.

## Toponymie
Le nom « Malaise » provient de l’ancien français mal et aise, désignant « l’endroit où l’on est mal » (par manque d’espace ou de fertilité).